# Gęsiniec Wielki
Gęsiniec Wielki ist ein kleiner Ort in der polnischen Woiwodschaft Ermland-Masuren und gehört zur Gmina Barciany (Barten) im Powiat Kętrzyński (Kreis Rastenburg).
Gęsiniec Wielki liegt in der nördlichen Mitte der Woiwodschaft Ermland-Masuren, 18 Kilometer nordwestlich der Kreisstadt Kętrzyn (deutsch Rastenburg). Es handelt sich um einen Weiler (polnisch Przysiółek) als Teil der Ortschaft Gęsiki (deutsch Meistersfelde).
Über die Geschichte des kleinen Ortes ist nichts belegt. Es könnte sich um eine Gründung erst nach dem Zweiten Weltkrieg handeln, so dass auch keine deutsche Namensform aus der Zeit vor dem Krieg bekannt ist. Eingegliedert ist Gęsiniec Wielki heute in die Landgemeinde Barciany im Powiat Kętrzyński.
Gęsiniec Wielki liegt im Einzugsbereich der evangelischen Kirchengemeinde in Barciany, einer Filialgemeinde der Johanneskirche in Kętrzyn in der Diözese Masuren der Evangelisch-Augsburgischen Kirche in Polen, sowie der römisch-katholischen Pfarrkirche in Barciany im Erzbistum Ermland.
Von Gęsiki aus ist Gęsiniec Wielki über einen Landweg zu erreichen. Eine Bahnanbindung besteht nicht.